# Virgental
Das Virgental ist ein Tal in Osttirol, Österreich. Es liegt innerhalb der Venedigergruppe und wird im Süden vom Lasörlingkamm begrenzt. 
Das Tal beginnt im Matreier Becken (934 m) und endet an den Umbalfällen, dort ist das Umbaltal die westliche Fortsetzung des Virgentales. Die Isel durchfließt das Virgental und hat dort mit dem Maurerbach und dem Dorferbach zwei linke Zuflüsse.
In der mittleren Talstufe verengt sich das Tal mit der Iselschlucht, danach steigt es über 1300 Meter empor.
Im Talboden herrschen in einer traditionellen Feldflur Ackerbau und Weideland vor, auf den Bergen gibt es Almwirtschaft. 
Seitentäler sind:
nördliche Seitentäler südlich des Hauptkamms der Venedigergruppe
- Großes & Kleines Nilltal, Seitentäler bei Obermauern
- Timmeltal bei Prägraten
- Hinterbichler Dorfertal bei Hinterbichl
- Maurertal ab Ströden
- Umbaltal ab den Umbalfällen

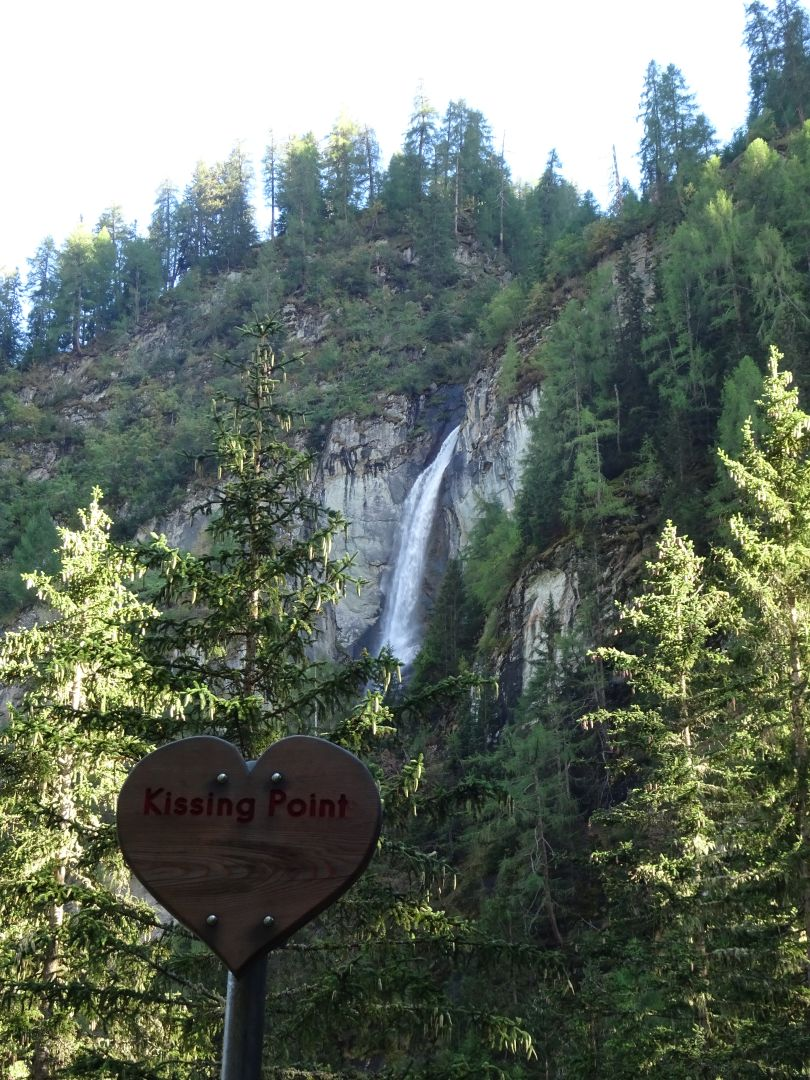
Großbachfall

südliche Seitentäler der Lasörlinggruppe
- Dabertal, zum Umbaltal
- Großbachtal
- Kleinbachtal, um Großbachtal
- Lasnitzental
- Zopatnitzental
- Mullitztal
- Steinkaastal

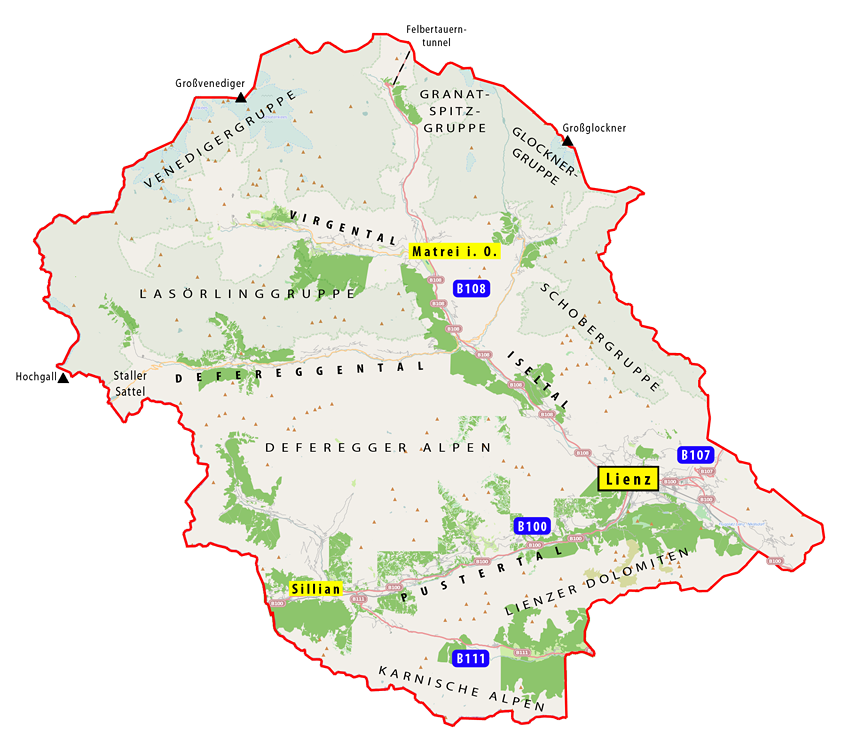
Gebirgsgruppen und Hochalpentäler in Osttirol

Gegen Osten gibt es mit dem Fratnikgraben, Mitteldorfergraben, Arnitzgraben und dem Zuniggraben weitere Taleinschnitte zum Virgental.
Orte im Virgental sind von West nach Ost:
- Ströden
- Hinterbichl
- Bichl
- Prägraten am Großvenediger
- Wallhorn
- Bobojach
- Welzelach
- Obermauern
- Niedermauern
- Virgen
- Mitteldorf
- Zedlach
- Guggenberg
- Ganz